# کانامولا
کانامولا (به انگلیسی: Cunnamulla) یک شهرک در استرالیا است که در Shire of Paroo واقع شده‌است.